# Franklin (Kentucky)
Franklin és una població dels Estats Units a l'estat de Kentucky. Segons el cens del 2000 tenia 7.996 habitants.

## Demografia
Segons el cens del 2000, Franklin tenia 7.996 habitants, 3.251 habitatges, i 2.174 famílies. La densitat de població era de 415 habitants/km².
Dels 3.251 habitatges en un 31,1% hi vivien nens de menys de 18 anys, en un 48,1% hi vivien parelles casades, en un 14,8% dones solteres, i en un 33,1% no eren unitats familiars. En el 29,5% dels habitatges hi vivien persones soles el 13,7% de les quals corresponia a persones de 65 anys o més que vivien soles. El nombre mitjà de persones vivint en cada habitatge era de 2,39 i el nombre mitjà de persones que vivien en cada família era de 2,94.
Per edats la població es repartia de la següent manera: un 25,2% tenia menys de 18 anys, un 9,1% entre 18 i 24, un 28,5% entre 25 i 44, un 21,8% de 45 a 60 i un 15,4% 65 anys o més.
L'edat mediana era de 36 anys. Per cada 100 dones de 18 o més anys hi havia 85,7 homes.
La renda mediana per habitatge era de 32.001 $ i la renda mediana per família de 38.807 $. Els homes tenien una renda mediana de 30.955 $ mentre que les dones 21.783 $. La renda per capita de la població era de 16.467 $. Entorn del 10,9% de les famílies i el 13,7% de la població estaven per davall del llindar de pobresa.

## Poblacions més properes
El següent diagrama mostra les poblacions més properes.